# 憲法改悪阻止各界連絡会議
憲法改悪阻止各界連絡会議（けんぽうかいあくそしかっかいれんらくかいぎ）は日本の政治運動団体。護憲運動や「日本国憲法の理念を活かす」という視点での憲法研究等を行っている。略称・通称憲法会議。

## 活動内容
- 憲法問題についての調査研究、宣伝活動、研究会、討論集会、講演会の開催、機関紙、刊行物の発行を行う
- 集会、示威行進、請願などの統一行動の組織を行う
- 憲法改悪阻止を目的とする他団体との共同行動・統一行動の強化、他団体との団結と統一に役立つ諸活動を行う
- その他本会の目的達成に必要な活動を行う[1]

## 目的
「本会は日本国憲法のじゆうりんに反対し、民主的自由をまもり、平和的・民主的条項を完全に実施させ、憲法の改悪を阻止することを目的とします。」

## 団体データ
- 機関紙・機関誌　
  - 憲法しんぶん（月刊）
  - 月刊憲法運動
- 役員　代表委員、代表幹事、事務局長[2]
- 所在地　〒101-0051 東京都千代田区神田神保町2-10　神保町マンション202

## 沿革
1965年1月30日、清水寺管長大西良慶・立命館大学総長末川博・憲法学者鈴木安蔵・田畑忍・日本平和委員会会長平野義太郎、評論家羽仁説子ら30人余りの各界著名人が結成をよびかけた。これに賛同した59団体と個人102人の参加で同年3月6日結成総会が開かれ発足。憲法の平和的民主的条項の完全実施と憲法改悪反対を掲げ、代表委員に日本共産党中央委員会議長野坂参三・鈴木安蔵ら12人、幹事長に阿部行蔵が就任した。機関紙『憲法会議通信』（のち『憲法しんぶん』）を刊行。